# System/3

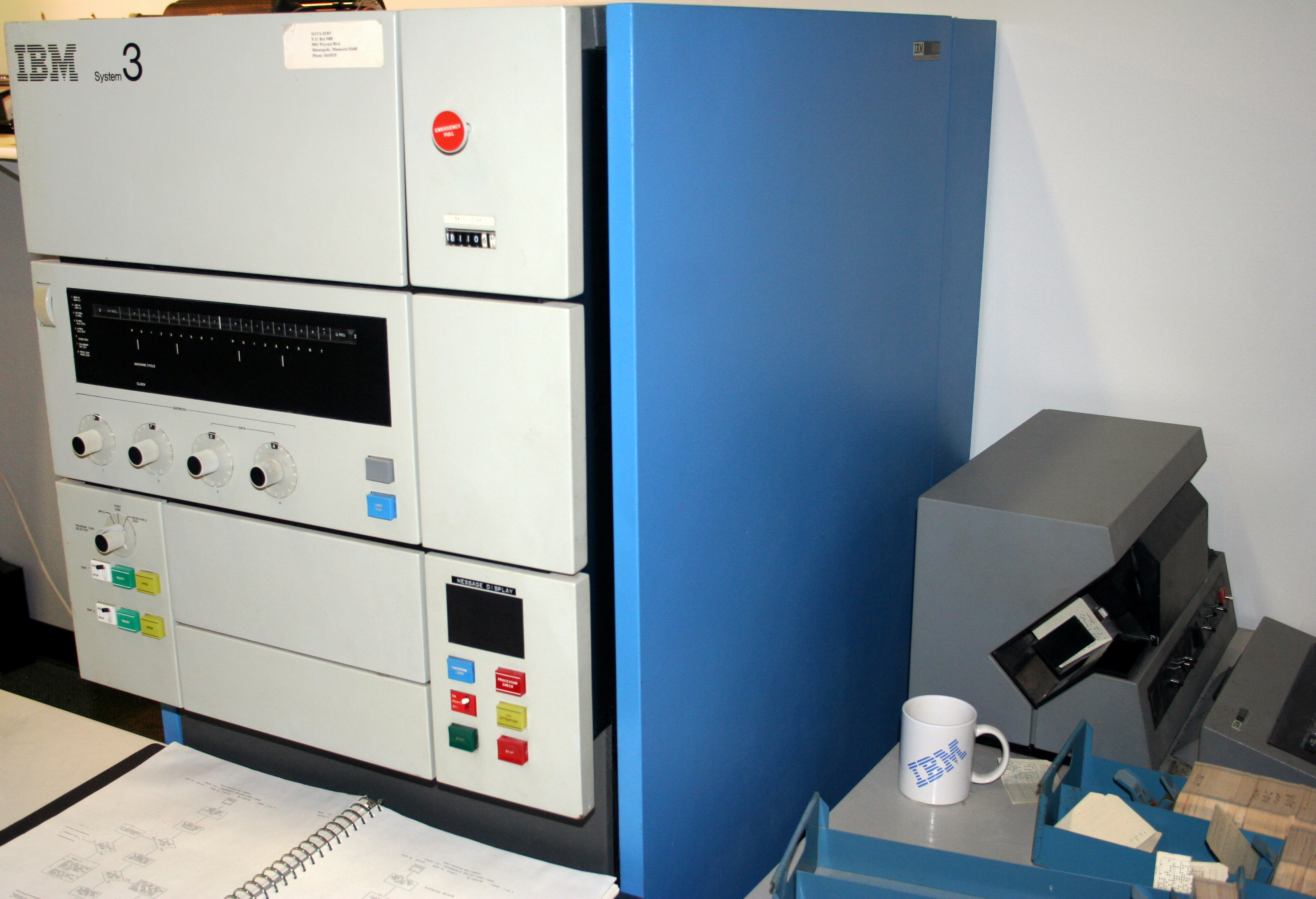
IBM System/3 im Olmsted County Historical Society Museum in Rochester, Minnesota.

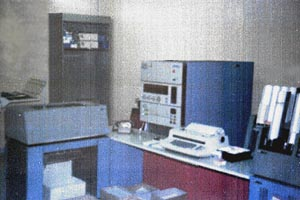
IBM System 3 Model 10D

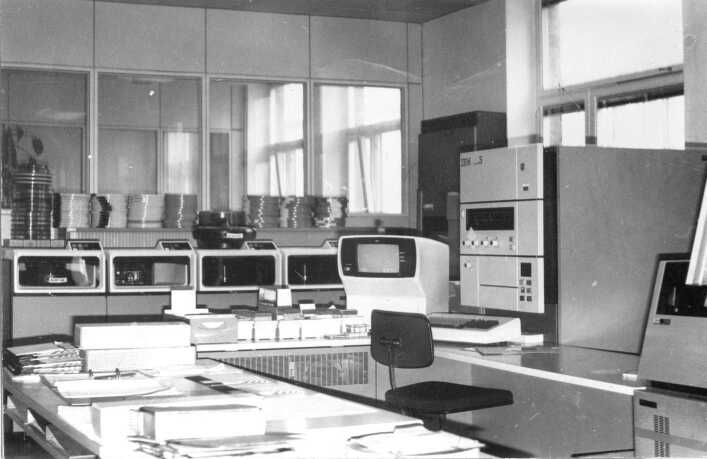
IBM System/3 Modell 15 Im Hintergrund 4 Stück 3340 Plattenstapel

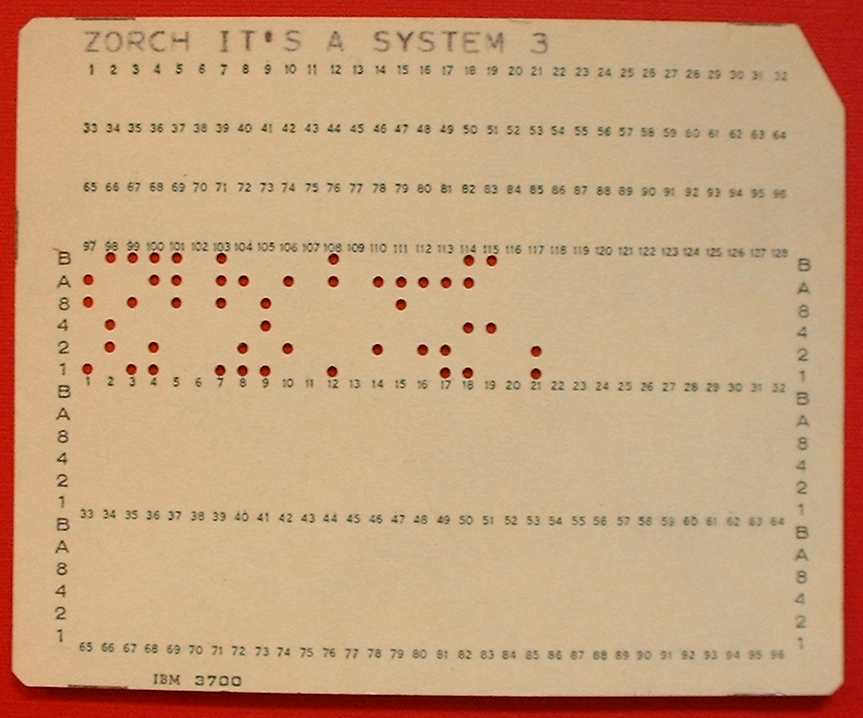
Lochkarte mit 96 Spalten

Das System/3 war ein Minicomputer für mittelgroße Unternehmungen der Firma IBM. Der Rechner wurde erstmals 1969  ausgeliefert. Es wurden die Modelle 6, 8, 10, 12 und 15 gebaut.
1978 wurde das System/3 (auch S/3) von dem Nachfolgeprodukt System/38 abgelöst.

## Systembeschreibung
Der für damalige Verhältnisse geringe Platzbedarf sowie die Kosten machten das System/3 attraktiv für mittelgroße Unternehmungen. Neu waren Lochkarten mit 96 Spalten statt der üblichen 80 Spalten, wobei das Lochkartenformat 1/3 der üblichen Größe hatte. Der Plattenspeicher war zwischen 2,45 und 9,80 Millionen Zeichen groß. Als Programmiersprache diente RPG II. Diese basierte auf RPG des IBM System/360. Auch wurde die  Monolithic Systems Technology (MST), eine Hardwaretechnologie der 1970er Jahre, eingesetzt.
Eine typische Disk-orientierte Konfiguration bestand aus einem Zentralspeicher mit 12,288 Zeichen, einer 4,9 Millionen Zeichen Festplatte, einer Multifunktionslochkarteneinheit (MFCU), einem offline-Kartensortierer, einem Drucker (200 Zeilen pro Minute) und zwei Datenrecorder (für Lochkarten). Eine typische Lochkarten-orientierte Version hatte einen Hauptspeicher von 8.192 Zeichen, eine MFCU, einen offline-Kartensortierer, einen Drucker (100 Zeilen pro Minute) und einen Datenrecorder.
Am Modell 15 konnten Plattenstapel der Type 3340 (Winchester) angeschlossen werden.

## Chronologie
- 1969 – Model 10 vorgestellt (Arbeitsspeicher 8 K bis 32 K)
- 1970 – Model 6 vorgestellt
- 1973 – Model 15 vorgestellt
- 1974 – Model 8 vorgestellt
- 1975 – Model 12 vorgestellt

## Komponenten des Systems
- 5410 Zentraleinheit (Processing Unit)
- 5424 Multi-Function Card Unit (MFCU)
- 5203 Drucker (Printer)
- 5444 Disk Storage Drive
- 5471 Printer-Keyboard
- 5475 Data Entry Keyboard
- 5496 Data Recorder
- 5486 Card Sorter